# ریوویک-دورپ
ریوویک-دورپ (به هلندی: Reeuwijk-Dorp) یک منطقهٔ مسکونی در هلند است که در بوده‌خرافن-ریوویک واقع شده‌است. ریوویک-دورپ ۱٬۷۶۵ نفر جمعیت دارد.